# (256697) Nahapetov
(256697) Nahapetov est un astéroïde de la ceinture principale.

## Description
(256697) Nahapetov est un astéroïde de la ceinture principale. Il fut découvert le 6 janvier 2008 à Zelenchukskaya Station par Timur V. Kryachko. Il présente une orbite caractérisée par un demi-grand axe de 2,46 UA, une excentricité de 0,06 et une inclinaison de 5,6° par rapport à l'écliptique.

## Compléments